# Voenno-morskoj flot (Unione Sovietica)
Voenno-morskoj flot SSSR (in russo: Военно-морской флот СССР o semplicemente ВМФ СССР, cioè VMF URSS) era la denominazione della marina militare dell'Unione Sovietica dal 1937 al 1991, anno della sua dissoluzione; al suo apogeo, era la seconda marina militare del mondo in ordine di grandezza e potenza.
Nel corso della seconda guerra mondiale ebbe un ruolo di primo piano rendendosi anche protagonista di alcuni importanti affondamenti.
La guerra fredda vide un notevolmente ampliamento della Marina dell'Unione Sovietica, che, soprattutto per impulso del suo comandante in capo, l'ammiraglio Sergej Georgievič Gorškov, divenne la seconda al mondo dopo la United States Navy e sembrò in grado di insidiare la supremazia navale del blocco occidentale.
Con la dissoluzione dell'Unione Sovietica alla fine del 1991, la sua eredità è stata raccolta dalla Marina russa, che ha ricevuto la stragrande maggioranza delle navi e degli aeromobili della Marina Sovietica, nonostante un enorme ridimensionamento.

## Il primo periodo
La Marina sovietica ha raccolto l'eredità della Flotta imperiale russa che era stata quasi completamente distrutta durante la Rivoluzione del 1917, la guerra civile e la Rivolta di Kronštadt. Durante la rivoluzione, per quanto riguarda il personale, molti marinai abbandonarono le loro navi, mentre tra gli ufficiali molti vennero uccisi in massa durante il terrore rosso, altri aderirono all'Armata Bianca, altri ancora fuggirono all'estero. Per quanto riguarda il naviglio, a causa della sospensione dei lavori nei cantieri navali, le navi rimaste incompiute diventarono rapidamente rottami di ferro.
La Marina sovietica, nata sui resti della vecchia Flotta imperiale venne ufficialmente costituita come "Flotta Rossa degli operai e dei contadini" (Russo: Рабоче-Крестьянский Красный флот, Raboče-Krest'janskij Krasnyj Flot o RKKF) con decreto dell'11 febbraio 1918 del commissario del popolo per gli affari marittimi G. E. Dybenko con cui veniva dichiarata ufficialmente disciolta la flotta imperiale e creata la Marina rossa degli operai e contadini (rossa, non sovietica, da Красный = rosso), con arruolamento su base esclusivamente volontaria. Molti degli equipaggi rimasti fedeli al Soviet furono mandati a terra a combattere le armate bianche, e gran parte delle navi era obsoleta o inefficiente.

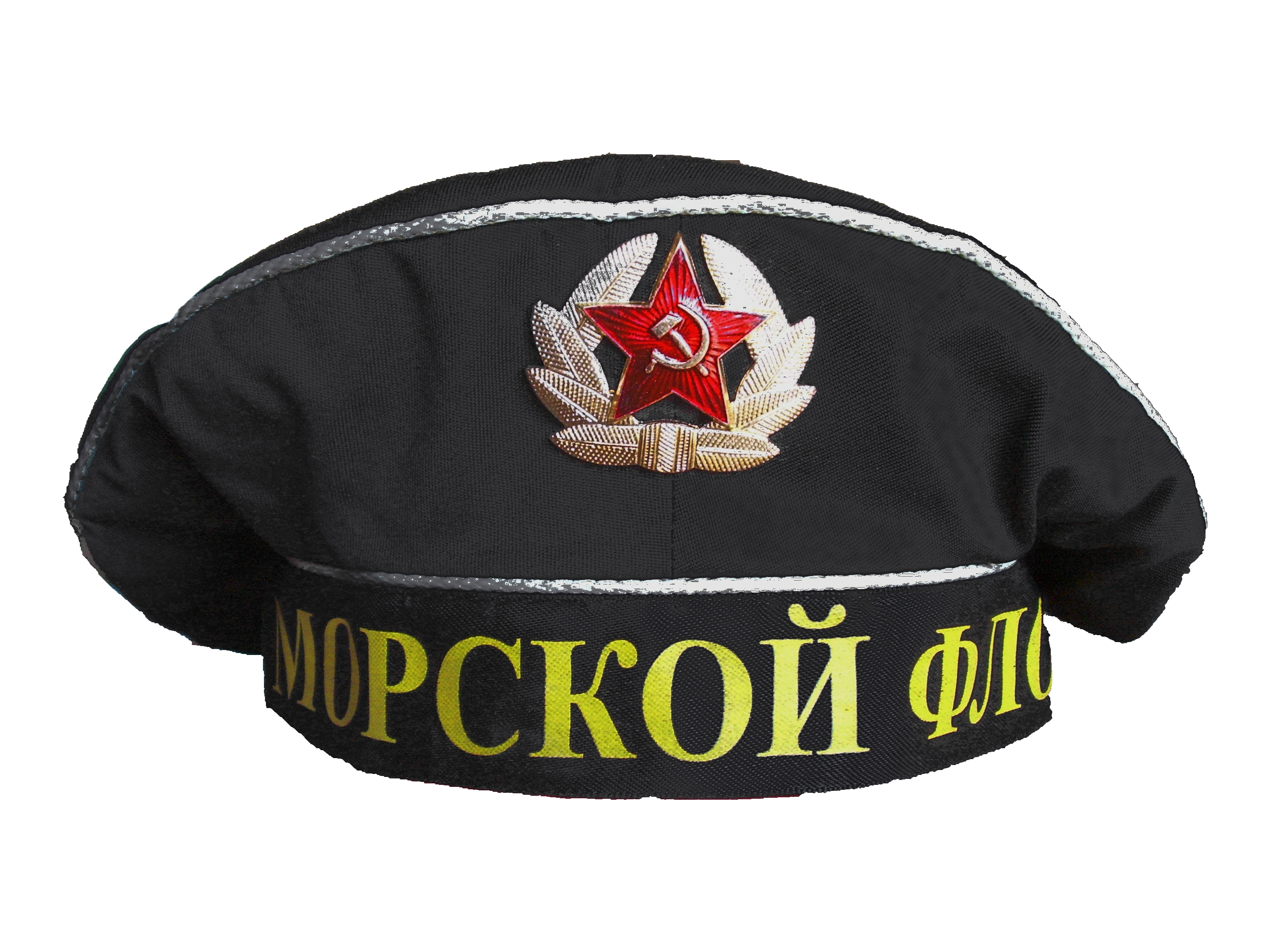
Berretto della marina militare dell'Unione Sovietica

Il 13 maggio 1918, in seguito al trattato di Brest-Litovsk, le truppe tedesche occuparono la Crimea entrando a Sebastopoli via terra e disarmarono la flotta del Mar Nero, che già non aveva brillato come efficienza durante il periodo zarista. Alcune unità in condizioni più efficienti (tra cui le due navi da battaglia) furono condotte da equipaggi volontari da Sebastopoli presso il porto di Novorossijsk, dove, dopo un ultimatum tedesco vennero affondate su ordine di Lenin. La Flotta del Mar Nero si trovò quindi coinvolta nella guerra civile. Alcuni equipaggi si dichiararono fedeli alla neonata Repubblica Popolare Ucraina, issando su alcune navi la relativa bandiera. Poco tempo dopo un cacciatorpediniere, controllato dai bolscevichi, affondò con un siluro la corazzata Imperatrica Ekaterina Velikaja. Le navi superstiti quando i tedeschi lasciarono l'Ucraina nel novembre 1918, in seguito alla resa tedesca, il resto delle unità navali vennero catturate dagli inglesi e andarono quindi a costituire il nucleo di quelle armate bianche che tentarono di contrastare senza successo la rivoluzione.
Il 1º aprile 1919, quando l'Armata Rossa conquistò la Crimea, i britannici costretti a ritirarsi, affondarono le navi presenti nella base. Alcune di queste navi vennero poi salvate e recuperate dall'Armata Bianca che nel corso del 1919 aveva occupato la Crimea. Al termine della guerra civile, quando l'Armate Bianche venne sconfitta, le navi dell'Armata Bianca ancora in grado di navigare trasportarono 145.000 profughi e vennero poi internate dai francesi nella base di Biserta in Tunisia. I francesi dopo il riconoscimento dell'Unione Sovietica nel 1924 si dichiararono disponibili a restituire all'URSS la flotta, nota come flotta di Wrangel e composta da due corazzate, due incrociatori ed undici cacciatorpediniere oltre a quattro sommergibili ed alcune cannoniere, ma gli ispettori che dovevano sovraintendere alle riparazioni in grado di rimandare le navi in patria le giudicarono troppo onerose e la flotta venne demolita, con la maggior parte delle vecchie navi venduta per la demolizione dal governo sovietico ai cantieri tedeschi.
Solo dal 1924 ebbe inizio la ricostituzione della squadra navale; in precedenza i problemi non erano tanto legati alle navi, vista la disponibilità di unità recenti, come le navi da battaglia della classe Gangut, ma dell'organizzazione gerarchica. Conseguenza della rivoluzione era stata l'eliminazione dei gradi militari, oltre che del vecchio corpo ufficiali, con deleterie conseguenze sulla capacità operativa. Nel 1924 vengono ripristinati i gradi degli ufficiali, sotto il nome di "categorie di servizio", distinguendo in 13 livelli gerarchici (contro i 14 dell'Armata Rossa) da K-1 a K-13. Dal punto di vista delle navi, venne costruita la classe Leningrad di cacciatorpediniere, e viene avviata la modernizzazione delle corazzate della classe Gangut, i cui nomi vennero cambiati in altri più aderenti al clima politico. Vennero anche costruite diverse classi di sommergibili, anche se con limitate capacità oceaniche.
La prima unità della Marina sovietica potrebbe essere considerata l'Aurora, il cui equipaggio unendosi ai bolscevichi, nell'ottobre del 1917 sparò il colpo che diede il segnale per la conquista del Palazzo d'Inverno di San Pietroburgo durante la Rivoluzione d'ottobre, alla quale parteciparono attivamente i marinai di tutta la Flotta del Baltico che aderirono in massa con i bolscevichi alla rivoluzione.
Negli anni trenta, con il procedere dell'industrializzazione dell'Unione Sovietica vennero pianificati i progetti di espansione della Marina sovietica in una delle più potenti nel mondo, con il numero di sottomarini che divenne il maggiore al mondo. Vennero impostate le corazzate della classe Sovetskij Sojuz (Unione Sovietica), gli incrociatori da battaglia della classe Kronštadt, gli incrociatori Progetto 68 e varie classi di unità minori. Per la loro costruzione si attinse largamente da tecnologia italiana e tedesca. Nel 1933 venne costituita la Flotta Militare del Nord che l'11 maggio 1937 assunse l'attuale denominazione di Flotta del Nord aggiungendosi alle flotte del Mar Nero, del Pacifico, del Baltico e alla Flottiglia del Caspio.
I programmi riguardanti le unità maggiori, tuttavia, rimasero in gran parte inattuati a causa dell'invasione tedesca del 1941, che costrinse i sovietici ad abbandonare incompleti parecchi scafi sugli scali.
Il primo conflitto in cui la Marina Sovietica venne impiegata fu la guerra russo-finlandese, combattuta nell'inverno 1939-40, in cui le unità sovietiche ebbero un compito secondario, limitandosi al bombardamento delle coste finlandesi.

## Seconda guerra mondiale

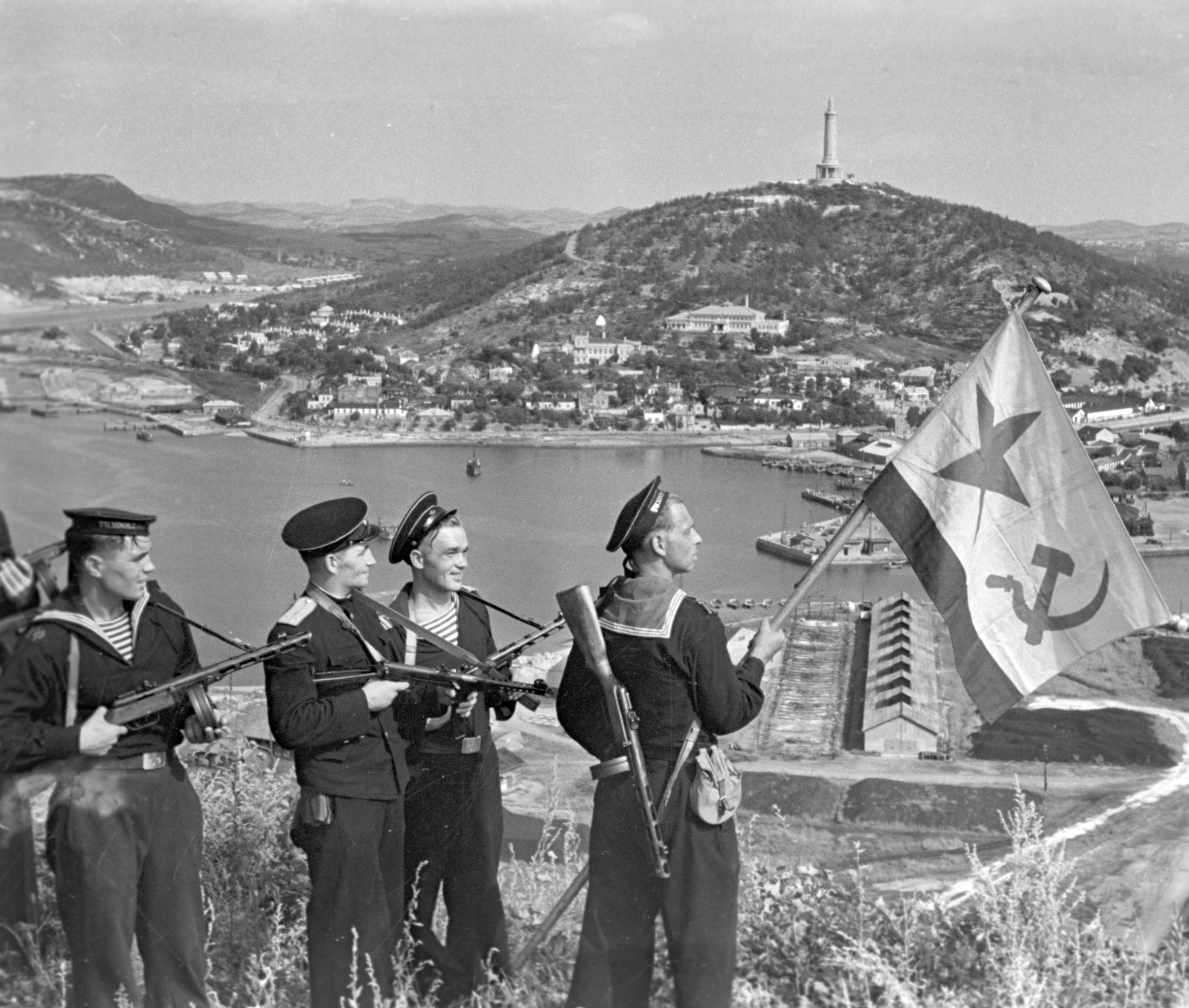
Fanti di marina sovietici della Flotta del Pacifico mentre issano la bandiera della marina sovietica a Port Arthur il 1º ottobre 1945

Con il trattato di Brest-Litovsk e la fine dell'Impero russo, i territori controllati dall'Unione Sovietica sulla costa del Baltico si erano ridotti notevolmente, limitandosi ormai all'ex capitale zarista San Pietroburgo (ribattezzata Leningrado) ed al tratto finale del golfo di Finlandia; ciò nonostante, il Baltico continuava a rivestire una notevole importanza strategica per lo stato sovietico come principale sbocco sulle acque europee (il transito delle navi sovietiche dal Mar Nero al Mediterraneo era invece fortemente ostacolato dai limiti imposti dalla convenzione di Montreux sui Dardanelli), e la stessa Leningrado continuava ad ospitare i primi e più importanti cantieri navali della nazione. La riconquista dei territori persi dopo la fine della prima guerra mondiale divenne uno degli assi portanti della politica espansionistica sovietica: con il patto Molotov-Ribbentrop dell'agosto 1939, l'Unione Sovietica si vide riconoscere le sue ambizioni territoriali dalla Germania. Il 28 settembre seguente le tre repubbliche baltiche (Estonia, Lettonia e Lituania) vennero obbligate con un vero e proprio diktat a firmare un trattato che garantiva basi militari e libero accesso per le truppe sovietiche; nel giugno del 1940, i sovietici proseguirono con la loro definitiva occupazione ed annessione.
L'annessione degli Stati baltici consentì alla marina sovietica di riguadagnare le importanti basi navali di Tallinn e Liepāja, già appartenute alla marina zarista; in particolare, il possesso di Tallinn, unito al controllo della base di Hanko (strappata alla Finlandia con il trattato di Mosca del 21 marzo 1940), consentiva ai sovietici di dominare l'accesso al golfo di Finlandia, garantendo una migliore protezione della strategica Leningrado. Altra importante base navale era quella di Kronštadt, posta su un'isola pesantemente fortificata davanti alla stessa Leningrado: fondata nel marzo del 1919, la base venne soppressa dopo la fine della guerra civile (anche in considerazione degli eventi della "rivolta di Kronštadt"), ma venne riattivata nel novembre del 1939 durante la guerra con la Finlandia, anche se ritornò completamente operativa solo nell'ottobre del 1941 come principale punto d'appoggio per le navi sovietiche nel Baltico.

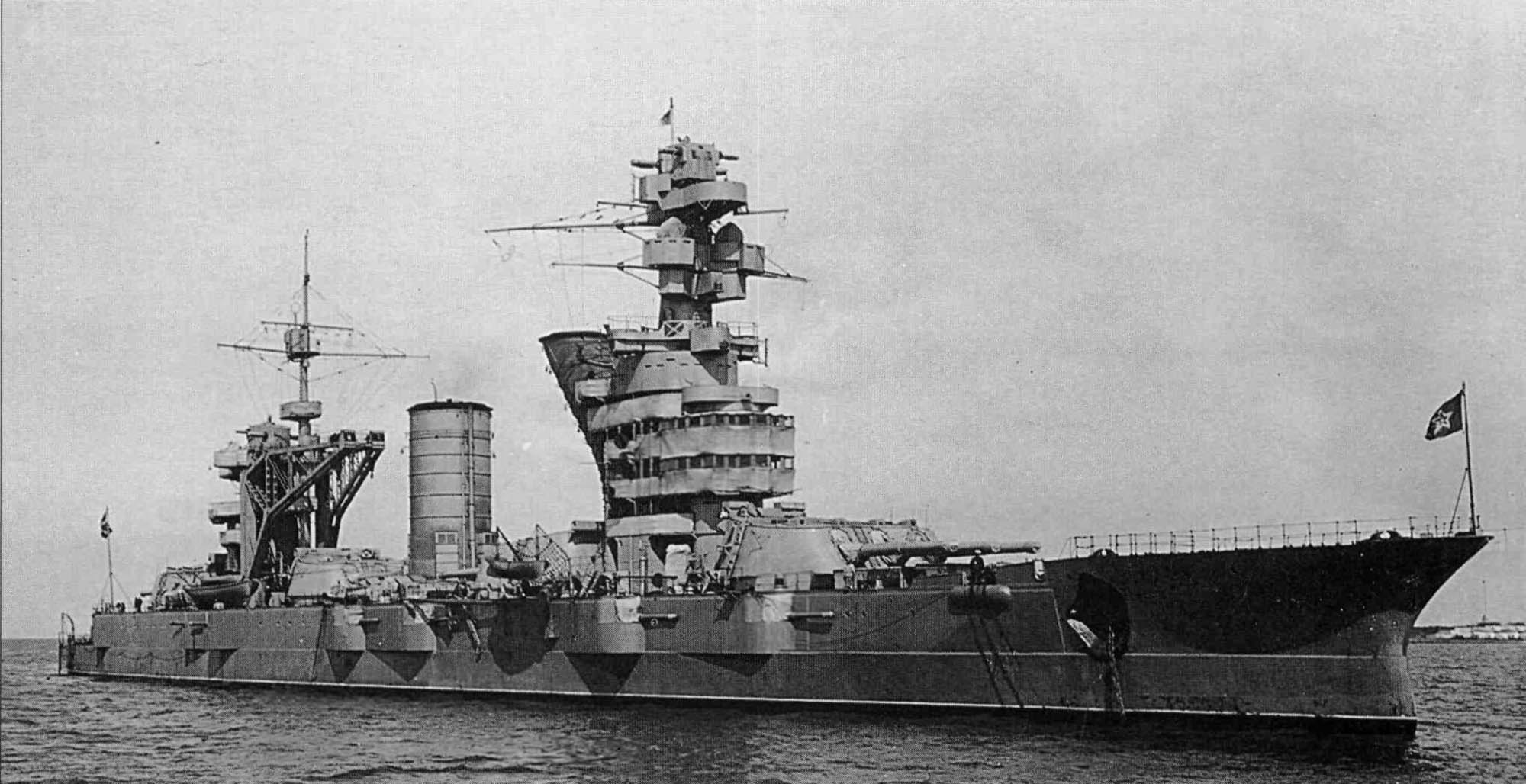
La nave ammiraglia della Flotta del Baltico sovietica: la corazzata Oktjabr'skaja Revoljucija

Nel 1941 la Flotta del Baltico dell'ammiraglio Vladimir Tribuc era la più numerosa delle quattro flotte messe in campo dalla Raboče-Krest'janskij Krasnyj Flot: le sue 225 navi da combattimento di vario tipo erano riunite in uno squadrone di navi di superficie, tre brigate di sommergibili, due brigate di torpediniere, un distaccamento battelli-faro ed un vasto schieramento di unità costiere e per la posa di mine.
Lo squadrone navi di superficie riuniva le principali unità da battaglia, un gruppo piuttosto eterogeneo che comprendeva navi appartenenti alla vecchia marina zarista e risalenti alla prima guerra mondiale, ed altre di più recente costruzione; lo squadrone allineava due navi da battaglia della classe Gangut (Oktjabr'skaja Revoljucija e Marat), entrate in servizio nel 1914 ma rimodernate negli anni '30, due incrociatori leggeri della classe Kirov (Kirov e Maksim Gor'kij), basati sul progetto degli incrociatori italiani classe Raimondo Montecuccoli e varati nel 1938, due cacciatorpediniere conduttore classe Leningrad (Leningrad e Minsk) entrati in servizio tra il 1936 ed il 1939, 17 cacciatorpediniere moderni (3 della classe Gnevnyj, entrati in servizio nel 1938; 13 della classe Soobrazitel'nyj, entrati in servizio tra il 1940 ed il 1941; ed il cacciatorpediniere Opytnyj, unico della sua classe, entrato in servizio nel 1941) e 7 obsoleti (tutti della classe Novik, entrati in servizio tra il 1911 ed il 1914) utilizzati come cacciatorpediniere scorta.
La vasta flotta di sommergibili sovietici, una delle più numerose al mondo, schierava 68 battelli nel Baltico, in varie classi; in aggiunta, le forze per la difesa costiera della Flotta mettevano in campo 55 torpediniere, 34 dragamine, quattro posamine e 34 cacciasommergibili. La flotta disponeva inoltre di una vasta componente aerea, la Aviacija Voenno-Morskogo Flota (Авиация Военно-Морского Флота), con 682 apparecchi (184 bombardieri, 331 caccia e 167 ricognitori), e controllava direttamente le postazioni di artiglieria costiera e contraerea poste a difesa delle installazioni terrestri. Uno degli eventi più tragici cui prese parte fu l'affondamento della nave tedesca Wilhelm Gustloff da parte di un sommergibile sovietico il 30 gennaio 1945 nel Mar Baltico; la nave tedesca era impegnata nell'Operazione Annibale che consisteva nel recupero e nel trasporto di milioni di rifugiati, soldati e feriti e il naufragio causò la morte di circa 10.000 persone divenendo il più grave mai registrato nella storia.

## Dal secondo dopoguerra alla dissoluzione dell'URSS

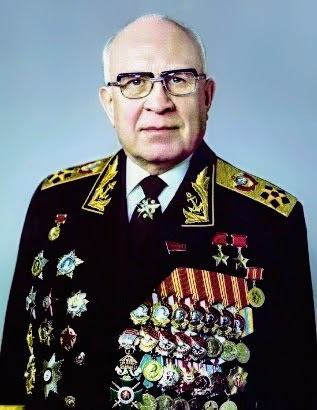
L'ammiraglio Gorškov, comandante in capo della Marina sovietica per quasi trent'anni, fu l'artefice del grande potenziamento delle forze navali dell'URSS durante la guerra fredda

La Flotta Sovietica era investita da una duplice missione. In primo luogo, proteggere i territori dei Paesi del Patto di Varsavia contro ogni possibile attacco dal mare e poi, in caso di attacco contro la NATO, neutralizzare quanto più rapidamente possibile le forze navali nemiche e ridurre le sue linee di rifornimento.
Questa strategia ha portato alla formazione di un formidabile flotta di guerra. Per garantire il suo ruolo difensivo, la marina sovietica aveva molte piccole unità, impiegati solo in acque territoriali del blocco orientale. L'altra componente nell'eventualità dello scatenarsi di un conflitto in qualsiasi parte del mondo del mare stazionava nel Mediterraneo, in Oceano Indiano, nel Mar Cinese e nell'Atlantico meridionale.

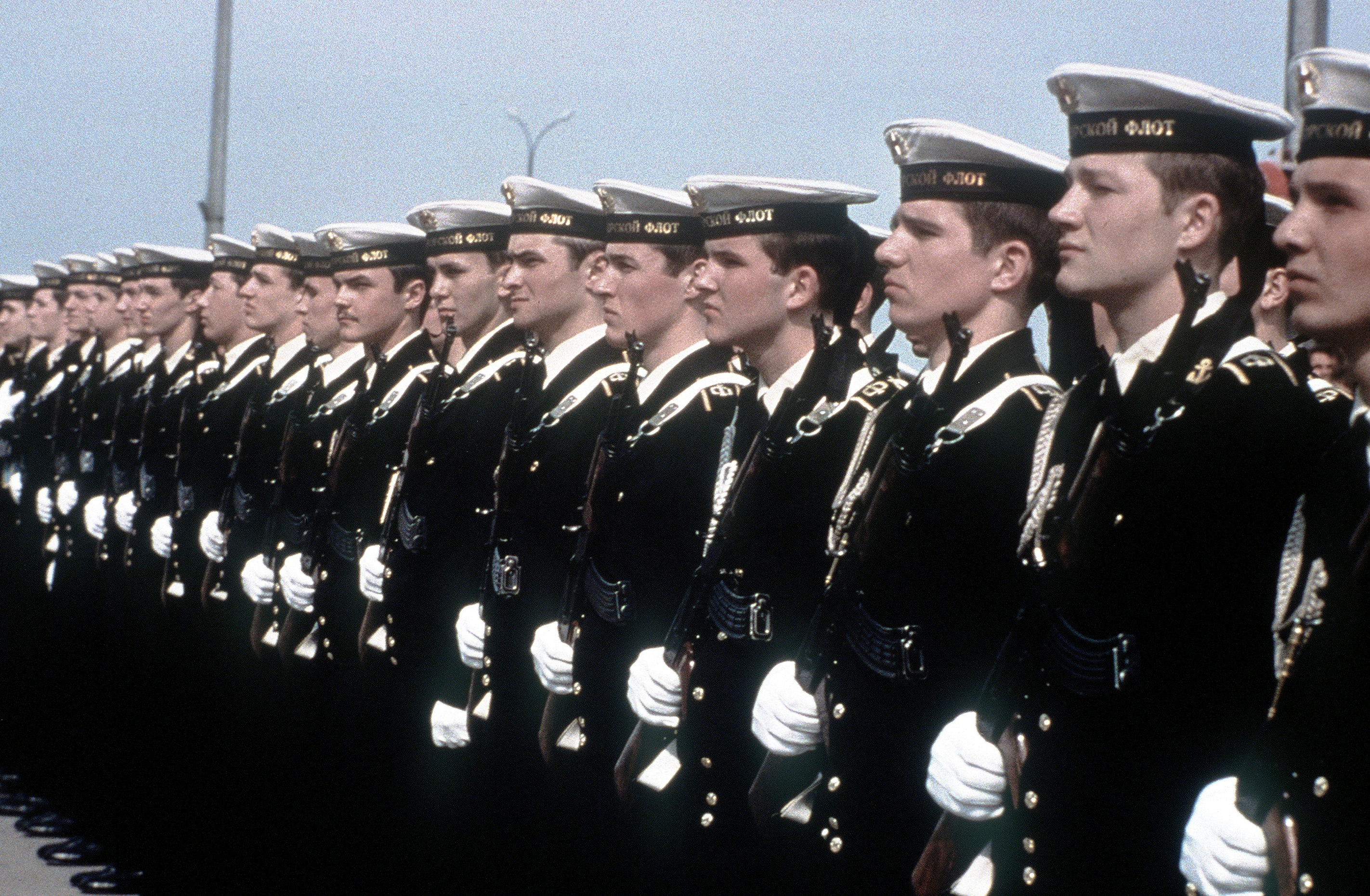
Marinai sovietici nel 1982

La flottiglia del Mediterraneo si appoggiava ai porti dei Paesi amici dell'epoca come la Libia, l'Egitto e la Siria dove poteva anche contare sulla piccola base navale di Tartus, comunque non in grado di ospitare unità maggiori ma solo sottomarini, fregate o corvette. Istruttori venivano forniti costantemente alle marine di questi paesi per addestrarli all'uso dei mezzi navali ad essi forniti, in prevalenza veloci unità di attacco come quelle della classe Osa o corvette lanciamissili, e sommergibili come quelli della classe Romeo. Gli incrociatori tuttoponte della classe Kiev potevano liberamente passare per lo stretto del Bosforo che per i trattati internazionali è interdetto alle portaerei e rinforzare la presenza nel Mediterraneo a contrasto della Sesta Flotta statunitense di base a Napoli, e vi era anche una forte presenza di sommergibili nucleari d'attacco che periodicamente si davano il cambio attraverso lo stretto di Gibilterra.
La sua azione offensiva era affidata soprattutto ai sottomarini nucleari ed agli aerei d'attacco dell'aviazione navale come i Tupolev Tu-22M Backfire e i più obsoleti Tupolev Tu-16 Badger, ma col tempo vennero anche sviluppate potenti navi di superficie come i cacciatorpediniere della classe Sovremennyj dotati di missili in grado di colpire a lunga distanza. La marina sovietica mancò invece sempre di una vera portaerei e la sua aviazione imbarcata poteva contare come aerei ad ala fissa solo sugli inefficienti Yak-38 Forger, nonostante furono fatti vari esperimenti che hanno portato alla creazione della classe Kuznecov la cui capoclasse venne consegnata alla marina sovietica nel 1991 ma dotata di aeromobili solo nel 1995 ad Unione Sovietica già dissolta.

## Organizzazione
La marina sovietica (come anche oggi la marina russa) era composta da quattro flotte ed una flottiglia:
- Flotta del Baltico
- Flotta del Pacifico
- Flotta del Nord
- Flotta del Mar Nero
- Flottiglia del Caspio

La Flotta del Nord, la più importante durante la guerra fredda dislocata nella penisola di Kola, al di là del circolo polare artico con le sue basi di sottomarini nucleari nella regione di Murmansk compresa Zapadnaja Litsa che ha fatto di questa regione la più nuclearizzata al mondo. La maggior parte delle grandi navi di superficie e la metà dei sommergibili sono stati assegnati a questa flotta.
La Flotta del Pacifico in Estremo Oriente aveva la sua base principale a Vladivostok.
La Flotta del Baltico aveva le sue basi a Leningrado e Kaliningrad.
La Flotta del Mar Nero con basi in Crimea comprende unità pesanti e leggere.
Durante la guerra fredda, la flotta sovietica manteneva oltremare, in modo permanente, alcune formazioni:
- Nel Mediterraneo stazionavano da 35 a 40 navi che si appoggiavano a porti di Siria, Libia e Malta.
- In Oceano Indiano, 25 navi con basi in Yemen ed Etiopia.
- Nel Mar Cinese Meridionale, 15 navi con basi in Vietnam.
- In Africa occidentale, da 5 a 8 unità, in media, con basi in Angola.
- Nel Mar dei Caraibi, da 1 a 3 navi con base a Cuba.

## Il declino della flotta
La tabella seguente mostra il drastico ridimensionamento numerico che la marina russa subì dopo il 1992. Non sono incluse le unità da sbarco minori, i sottomarini non da combattimento (per operazioni speciali, sperimentali e da appoggio) e le unità da appoggio alle operazioni della flotta.
| Tipo unità         | 1985 | 1990 | 1995 | 2000     | 2005      | 2010 |
| ------------------ | ---- | ---- | ---- | -------- | --------- | ---- |
| Portaerei          | 5    | 6    | 3    | 2        | 1         | 1    |
| Incrociatori       | 32   | 26   | 7    | 6        | 4         | 4    |
| Cacciatorpediniere | 74   | 52   | 43   | 23       | 17        | 16   |
| Fregate            | 32   | 32   | 29   | 20       | 11        | 11   |
| Corvette           | 185  | 200  | 130  | 110      | 60 circa  | 64   |
| Pattugliatori      | 430  | 425  | 290  | 210      | 100 circa | 107  |
| Navi anfibie       | 34   | 35   | 25   | 15 circa | 25 circa  | 27   |
| SSBN               | 83   | 63   | 28   | 13       | 13        | 13   |
| SSGN               | 72   | 72   | 16   | 11       | 9         | 9    |
| SSN                | 71   | 64   | 50   | 25       | 20 circa  | 19   |
| SSK                | 140  | 65   | 55   | 22       | 19        | 20   |

### Gliincrociatori portaeromobilii
Questa tipologia di nave aveva una forte dotazione di missili da crociera e un pesante armamento difensivo antiaereo. L'utilità di avere un incrociatore portaeromobili piuttosto che una portaerei pura era che secondo la convenzione di Montreux queste unità potevano transitare liberamente attraverso gli stretti ricadenti interamente in acque territoriali di un solo Paese, come quello del Bosforo, senza il consenso del paese possessore dello stretto. Questo rendeva pratico produrre le navi nei cantieri navali di Mykolaiv, allora col nome di Nikolaev nella Repubblica Socialista Sovietica Ucraina, gli unici con bacini così grandi, avendo la garanzia che avrebbero potuto essere impiegati ovunque e non confinati al Mar Nero, come sarebbe stato invece per una nave classificata come portaerei.
- Project 1123 Kondor classe Moskva (1964-1991)
  - Moskva (1964-1991)
  - Leningrad (1968–1991)
- Project 1153 Orel (1970 - progetto abbandonato)
- Project 1143 Krechet classe Kiev (1972–1997)
  - Kiev (1972–1993)
  - Minsk (1975–1993)
  - Project 1143.3 Novorossijsk (1978–1993)
  - Project 1143.4 Admiral Gorškov (1982–1995)
- Project 1143.5 classe Admiral Kuznecov (1985–)
  - Project 1143.5 Admiral Kuznecov (1985–)
  - Project 1143.6 Varjag (incompleta)
- Project 1143.7 classe Ul'janovsk (1990 - progetto abbandonato)
  - Ul'janovsk (incompleta)
  - senza nome

## Bandiera

Insegna navale
1935-1950

Bandiera di bompresso
1932-1964

## Comandanti in capo delle Forze navali sovietiche
Comandante delle forze navali della Repubblica Socialista Federativa Sovietica Russa
- Vasilij Mihajlovič Al'tfater (15 ottobre 1918 – 22 aprile 1919);
- Evgenij Andreevič Berens (24 aprile 1919 – 5 febbraio 1920);
- Aleksandr Vasil’evič Nëmitc (5 febbraio 1920 – 22 novembre 1921).

Comandante in capo delle forze navali dell'Unione Sovietica
- Èduard Samuilovič Panceržanskij (22 novembre 1921 – 9 dicembre 1924);
- Vâčeslav Ivanovič Zof (9 dicembre 1924 – 23 agosto 1926);
- Romual'd Adamovič Muklevič (23 agosto 1926 – 11 giugno 1931);
- Vladimir Mitrofanovič Orlov (11 giugno 1931 – 15 agosto 1937);
- Mihail Vladimirovič Viktorov (15 agosto 1937 – 30 dicembre 1937).

Commissario del popolo alla Marina
- Pëtr Aleksandrovič Smirnov (30 dicembre 1937 – 5 novembre 1938);
- Mihail Petrovič Frinovskij (5 novembre 1938 – 20 marzo 1939);
- Nikolaj Gerasimovič Kuznecov (dal 27 aprile 1939).

Comandante in capo della Marina sovietica
- Nikolaj Gerasimovič Kuznecov (fino al 17 gennaio 1947);
- Ivan Stepanovič Jumašev (17 gennaio 1947 - 20 luglio 1951);
- Nikolaj Gerasimovič Kuznecov (20 luglio 1951 - 5 gennaio 1956);
- Sergej Georgievič Gorškov (5 gennaio 1956 - 8 dicembre 1985);
- Vladimir Nikolaevič Černavin (8 dicembre 1985 - 31 dicembre 1991).

## Distintivi di grado
| Ufficiali generali                                                                               |                                                     |                                                     |                                          |                                          |                                          |                                           |                                           |                                           |                                           |                                           |                                           |
| адмирал Флота Советского Союза ammiraglio della flotta dell'Unione Sovietica comandante generale |                                                     |                                                     |                                          |                                          |                                          |                                           |                                           |                                           |                                           |                                           |                                           |
| адмирал Флота ammiraglio della flotta                                                            | адмирал Флота ammiraglio della flotta               | адмирал Флота ammiraglio della flotta               | адмирал ammiraglio                       | адмирал ammiraglio                       | адмирал ammiraglio                       | вице-адмирал viceammiraglio               | вице-адмирал viceammiraglio               | вице-адмирал viceammiraglio               | контр-адмирал contrammiraglio             | контр-адмирал contrammiraglio             | контр-адмирал contrammiraglio             |
| Ufficiali superiori                                                                              |                                                     |                                                     |                                          |                                          |                                          |                                           |                                           |                                           |                                           |                                           |                                           |
| капитан 1-го ранга Capitano di 1ª classe                                                         | капитан 1-го ранга Capitano di 1ª classe            | капитан 1-го ранга Capitano di 1ª classe            | капитан 1-го ранга Capitano di 1ª classe | капитан 2-го ранга Capitano di 2ª classe | капитан 2-го ранга Capitano di 2ª classe | капитан 2-го ранга Capitano di 2ª classe  | капитан 2-го ранга Capitano di 2ª classe  | капитан 3-го ранга Capitano di 3ª classe  | капитан 3-го ранга Capitano di 3ª classe  | капитан 3-го ранга Capitano di 3ª classe  | капитан 3-го ранга Capitano di 3ª classe  |
| Ufficiali inferiori                                                                              |                                                     |                                                     |                                          |                                          |                                          |                                           |                                           |                                           |                                           |                                           |                                           |
| капитан-лейтенант tenente-capitano                                                               | капитан-лейтенант tenente-capitano                  | капитан-лейтенант tenente-capitano                  | старший лейтенант primo tenente          | старший лейтенант primo tenente          | старший лейтенант primo tenente          | лейтенант tenente                         | лейтенант tenente                         | лейтенант tenente                         | младший лейтенант sottotenente            | младший лейтенант sottotenente            | младший лейтенант sottotenente            |
| Sottufficiali                                                                                    |                                                     |                                                     |                                          |                                          |                                          |                                           |                                           |                                           |                                           |                                           |                                           |
| старший мичман Staršij mičman                                                                    | старший мичман Staršij mičman                       | старший мичман Staršij mičman                       | старший мичман Staršij mičman            | старший мичман Staršij mičman            | старший мичман Staršij mičman            | мичман Mičman                             | мичман Mičman                             | мичман Mičman                             | мичман Mičman                             | мичман Mičman                             | мичман Mičman                             |
| Graduati                                                                                         |                                                     |                                                     |                                          |                                          |                                          |                                           |                                           |                                           |                                           |                                           |                                           |
| главный корабельный старшина Staršiná capo di bordo                                              | главный корабельный старшина Staršiná capo di bordo | главный корабельный старшина Staršiná capo di bordo | главный старшина staršina capo           | главный старшина staršina capo           | главный старшина staršina capo           | старшина 1-й статьи staršina di 1ª classe | старшина 1-й статьи staršina di 1ª classe | старшина 1-й статьи staršina di 1ª classe | старшина 2-й статьи staršina di 2ª classe | старшина 2-й статьи staršina di 2ª classe | старшина 2-й статьи staršina di 2ª classe |
| Truppa                                                                                           |                                                     |                                                     |                                          |                                          |                                          |                                           |                                           |                                           |                                           |                                           |                                           |
| старший матрос marinaio scelto                                                                   | старший матрос marinaio scelto                      | старший матрос marinaio scelto                      | старший матрос marinaio scelto           | старший матрос marinaio scelto           | старший матрос marinaio scelto           | матрос marinaio                           | матрос marinaio                           | матрос marinaio                           | матрос marinaio                           | матрос marinaio                           | матрос marinaio                           |

Sui militari di truppa graduati fino a staršina capo era previsto un codice che indicava:
- Ф (Флот, Flot) - Marina
  - СФ (Северный флот, Severnyj flot) - Flotta del Nord
  - ЧФ (Черноморский флот, Černomorskij flot) - Flotta del Mar Nero
  - БФ (Балтийский флот, Baltijskij flot) - Flotta del Baltico
  - ТФ (Тихоокеанский флот, Tikhookeanskij flot) - Flotta del Pacifico